# ۸۹۱ (خورشیدی)
۸۹۱ هشتصد و نود و یکمین سال هجری خورشیدی است.

## رویدادها
- مهر - نجم ثانی و بابر در ناحیه بند آهنین به هم رسیدند. پس از آن سپاهیان ایران شهر قرشی را تصرف کردند و همه ۱۵ هزار تن مردم آنجا را کشتند و به دستور نجم ثانی از خون سادات نیز نگذشتند.
- ۳ آذر - وقوع جنگ غجدوان در ماوراءالنهر میان سپاه قزلباش ایران به فرماندهی نجم ثانی (به همراه بابر تیموری) با سپاهیان ازبک‌ها به فرماندهی عبید خان، که به شکست سخت ایرانیان و جدایی ماوراءالنهر از حوزه نفوذ ایران منجر شد.

## درگذشتگان
- پاییز - کمال‌الدین بنایی، (زاده: سده ۹)، شاعر اهل هرات
- ۳ آذر - نجم ثانی، زین العابدین صفوی، پیری بیگ قاجار و بادنجان سلطان روملو از سرداران سپاه قزلباش ایران.